# Gevangenpoort Bergen op Zoom

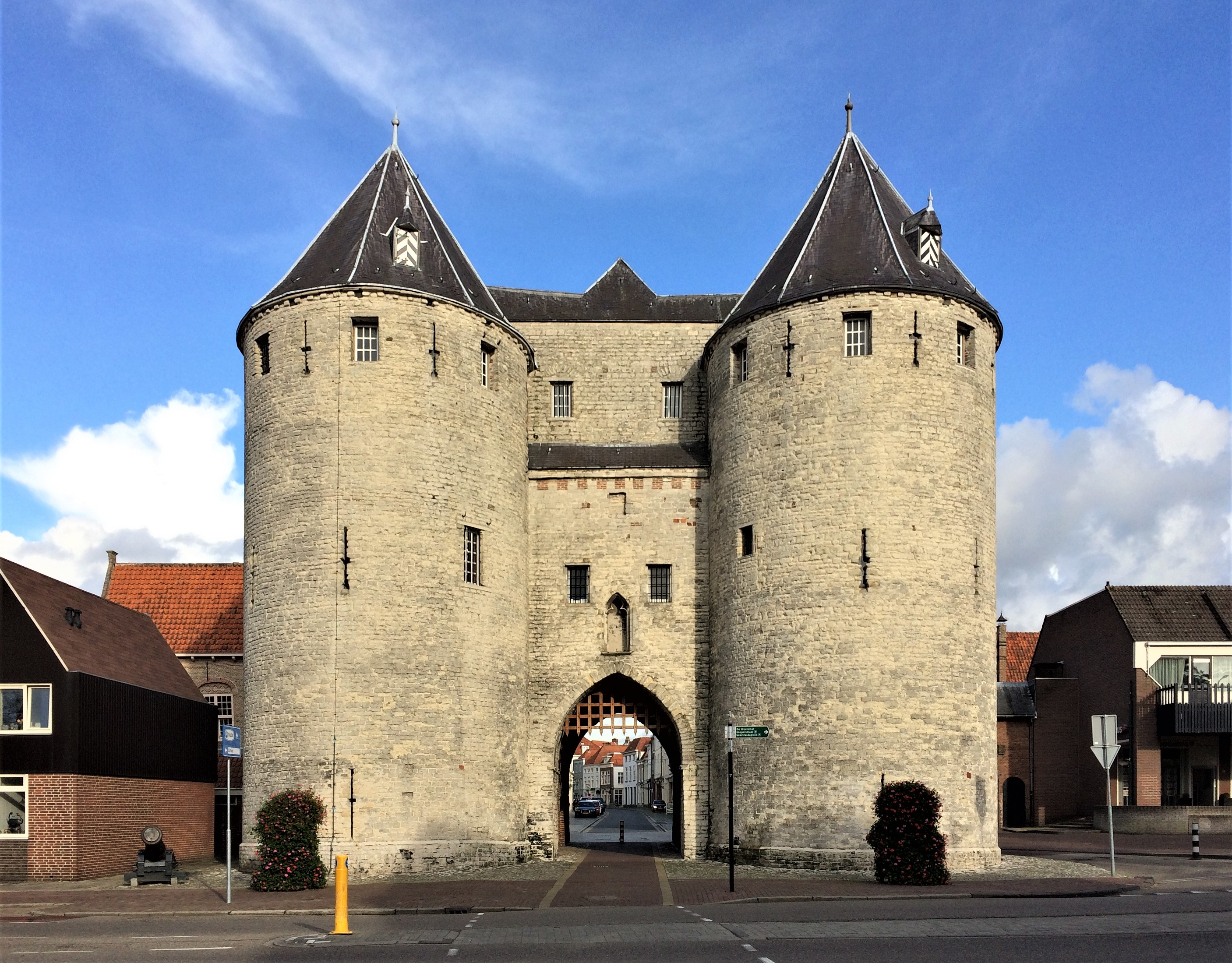
Gevangenpoort, Bergen op Zoom

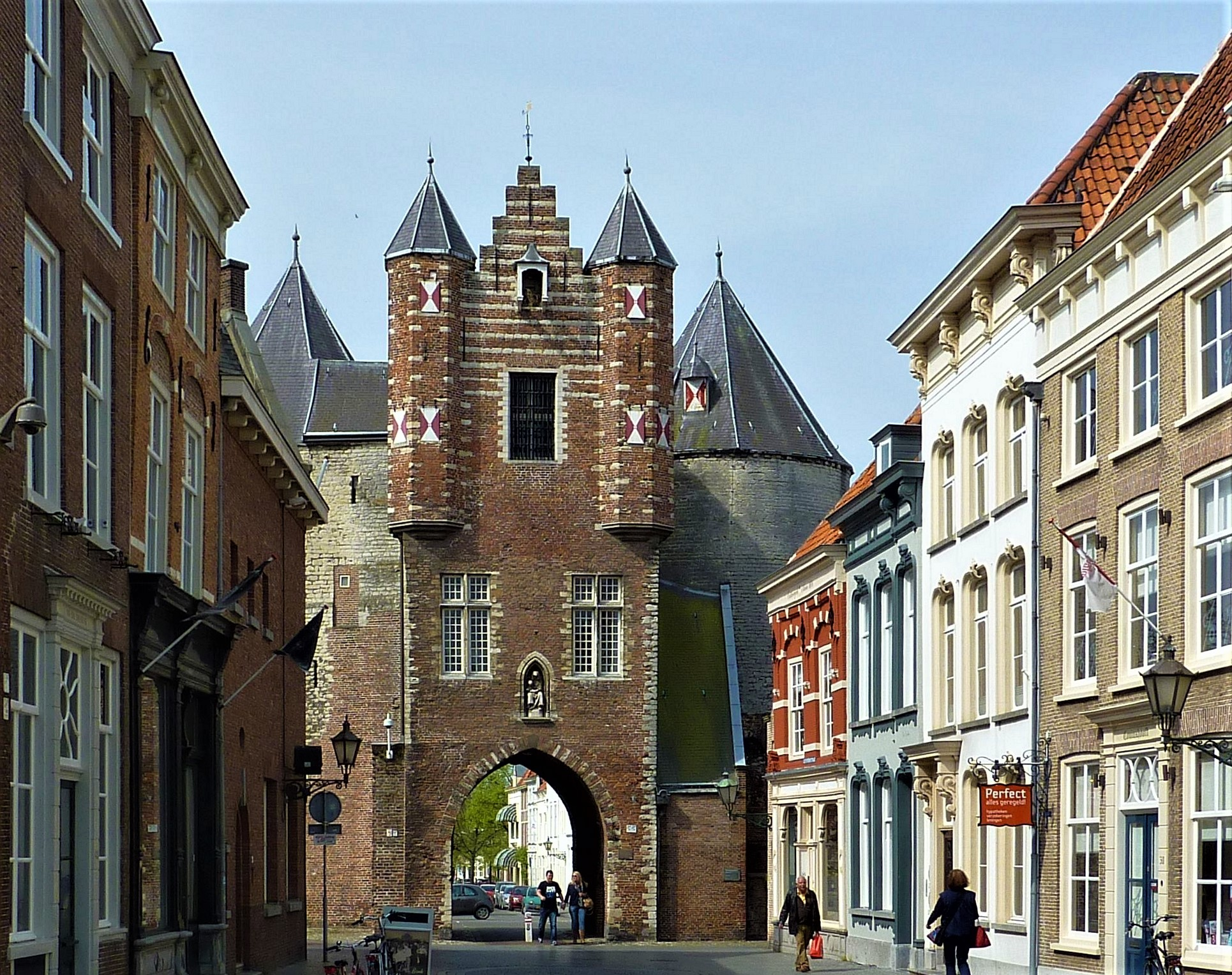
Ansicht von Osten

Der Gevangenpoort (deutsch Gefängnistor; auch Onze Lieve Vrouwepoort; Liebfrauentor) ist ein erhaltenes Tor der mittelalterlichen Stadtbefestigung von Bergen op Zoom in der niederländischen Provinz Noord-Brabant. Das Bauwerk  ist niederländisches Rijksmonument.

## Geschichte
Die Toranlage entstand um 1335 und besteht aus einem rechteckigen Backsteingebäude mit runden Ecktürmen, die mit Natursteinen verkleidet sind. Die Türme haben drei Stockwerke, von denen die unteren beiden mit Kuppelgewölben bedeckt sind. Die Ostfassade wurde vermutlich 1497 umgebaut und mit Erkertürmchen versehen. Die Westfassade des Torhauses zeigt Spuren eines verlorenen Wehrgangs zwischen den runden Türmen. Der Treppengiebel auf dieser Seite wurde abgerissen. Der Durchgang hat ein Spitzbogen-Tonnengewölbe, korbbogenförmige Aussparungen und Schlitze für ein Fallgatter.
Neue Befestigungsanlagen machten bereits Ende des 15. Jahrhunderts das Tor überflüssig, aber weil es als Gefängnis diente, wurde es beibehalten. Die angrenzenden Teile der Stadtmauer wurden 1525 abgerissen, das Vortor mit Brücke und das zwischen den Mauern befindliche Vorwerk 1619. Das Tor wurde 1831 durch die Explosion des Pulvermagazins „De Stoelemat“ und sieben Jahre später durch einen Brand beschädigt. Das Bauwerk wurde 1931/32 und 1953/54 restauriert. In den Nischen über dem Durchgang wurden neue Statuen aufgestellt, eine Statue der Jungfrau Maria von P. van Dongen (1934) auf der Westseite und eine Statue der Jungfrau Maria von A. Termote (1954) auf der Ostseite. Das Treppenhaus an der Nordseite stammt aus dem Jahr 1935 und wurde 1954 umgebaut.